# پیام‌رسانان ۲: مترسک
پیامرسانان ۲: مترسک (به انگلیسی: Messengers 2: The Scarecrow) یک فیلم آمریکایی در سبک ترسناک است که در سال ۲۰۰۹ منتشر شد.

## بازیگران
- نورمن ریداس در نقش جان رولینز
- هدر استفنز در نقش ماری رولینز
- کلر هولت در نقش لیندسای رولینز
- لارنس بلچر در نقش مایکل رولینز
- ریچارد ریلی در نقش جود ودربی
- دارسی فاورز در نقش میراندا ودربی
- اربی اگو در نقش رندی
- کالینا گرین
- متیو مک نالتی در نقش دپاتی میلتون
- مایکل مک کوی در نقش آقای پیترسون

## فیلم برداری
فیلمبرداری این فیلم در آوریل ۲۰۰۸ در صوفیه ، بلغارستان شروع شد و ۲۱ ژوئیه ۲۰۰۹ به عنوان فیلم ویدئویی بر روی دی‌وی‌دی و دیسک بلو-ری منتشر گردید.